# Liste der Monuments historiques in Côtebrune
Die Liste der Monuments historiques in Côtebrune führt die Monuments historiques in der französischen Gemeinde Côtebrune auf.

## Liste der Immobilien
| Bezeichnung | Beschreibung                                       | Standort              | Kennzeichnung | Schutzstatus | Datum | Bild           |
| ----------- | -------------------------------------------------- | --------------------- | ------------- | ------------ | ----- | -------------- |
| Donjon      | Bergfried einer Burg des 14. oder 15. Jahrhunderts | Rue du Château (Lage) | PA00101633    | Inscrit      | 1982  | weitere Bilder |